# Chromatomyia griffithsi
Chromatomyia griffithsi är en tvåvingeart som beskrevs av Spencer 1986. Chromatomyia griffithsi ingår i släktet Chromatomyia och familjen minerarflugor.
Artens utbredningsområde är Colorado. Inga underarter finns listade i Catalogue of Life.